# 檢察官外傳
是2016年上映的一部韓國犯罪喜劇電影，由《野獸男孩》《群盗：民乱的时代》的副導演李一炯執導，黃晸玟、姜棟元主演。
該片在韓國上映不到一週便突破270萬觀影人次的损益平衡点。

## 劇情概要
影片講述因被誣陷殺人而坐牢的檢察官（黃晸玟 飾）在監獄裡遇到一名騙子（姜棟元 飾），並與他合作為自己洗脫罪名的故事。黃晸玟飾演突然由檢察官變成罪犯的在旭，而姜棟元則是飾演有著帥氣外貌、不錯的口才，還擁有像雜草般適應力的騙子治元一角。

## 演员阵容
- 黃晸玟 飾演 卞在旭
- 姜棟元 飾演 韓治元
- 李聖旻 飾演 禹鐘吉
- 朴誠雄 飾演 楊民宇
- 金應洙 飾演 姜永植
- 申素律 飾演 金河娜
- 朴鐘煥 飾演 李鎮錫
- 韓在英 飾演 張賢錫
- 朱鎮模 飾演 崔法官
- 金元海 飾演 英哲
- 全培秀 飾演 姜永燮，卞在旭辦公室課長。
- 金洪發 飾演 教導所長
- 金秉玉 飾演 朴社長
- 朴智煥 飾演 哲久
- 李浩哲 飾演 朴俊範，知曉當初李鎮錫之死真相的人。
- 孫鐘鶴 飾演 金法官
- 金鍾洙 飾演 朴昌植，法院院長。
- 申惠善 飾演 允兒
- 秋貴貞 飾演 河娜的母親
- 許亨圭 飾演 河娜的哥哥
- 高仁範 飾演 河娜的父親
- 閔武濟 飾演 鬮
- 金春基（김춘기）飾演 金昌燮
- 鄭亨錫 飾演 宋校尉
- 李錫俊 飾演 林校尉
- 黃炳國 飾演 國選律師
- 金熙昌 飾演 地區黨部委員長
- 李姃垠 飾演 禹鐘吉地方競選黨部的助選大媽
- 申惠善 飾演 攸娜，地區競選黨部經理。
- 李承勳 飾演 朴係長
- 李文貞 飾演 民宇辦公室職員
- 徐王錫 飾演 頭目大塊頭
- 崔英道 飾演 盜竊囚犯
- 朴成賢 飾演 在旭一夥人
- 朴智弘 飾演 治元一夥人
- 朴勳 飾演 哲久一夥人
- 柳聖賢 飾演 5年前的囚犯
- 南振福 飾演 5年前的囚犯
- 池建宇 飾演 5年前的囚犯
- 都容久 飾演 5年後的囚犯
- 金成賢 飾演 賢錫一夥人
- 米碩 飾演 賢錫一夥人
- 李善久 飾演 賢錫一夥人
- 李奎浩 飾演 賢錫一夥人
- 洪柱亨 飾演 賢錫一夥人
- 任旭鎮 飾演 賢錫一夥人
- 尹敬浩 飾演 賢錫一夥的大塊頭
- 金智勳 飾演 賢錫一夥的大塊頭
- 崔交植 飾演 屋頂上的囚犯
- 金柱憲 飾演 男子
- 鄭基燮 飾演 獄警
- 韓昌賢 飾演 獄警
- 黃仁俊 飾演 押送在旭的警察
- 權赫 飾演 禹鐘吉的輔佐官
- 孫成燦 飾演 李鎮錫的父親
- 李善珠（이선주）飾演 李鎮錫的母親
- 金時恩 飾演 5年前的新聞主播
- 金基茂 飾演 示威的黑社會成員
- 全光鎮 飾演 法院職員
- 金洸鉉 飾演 審訊室警察
- 李槿厚 飾演 押送在旭的警察
- 河俊浩 飾演 候鳥棲息地講師
- 尹素美 飾演 銀行職員
- 趙元喜 飾演 警察廳長（特別出演）

## 奖项荣誉
| 年份   | 颁奖礼           | 奖项         | 入围者 | 结果 | 参考  |
| ------ | ---------------- | ------------ | ------ | ---- | ----- |
| 2016年 | 第37屆青龍電影獎 | 最佳新人導演 | 李一炯 | 提名 | [ 8 ] |
| 2016年 | 第53屆大鐘獎     | 最佳導演     | 李一炯 | 提名 | [ 9 ] |
| 2016年 | 第53屆大鐘獎     | 最佳新人導演 | 李一炯 | 提名 | [ 9 ] |

## 外部連結
- NAVER上《檢察官外傳》的資料
- Daum上《檢察官外傳》的資料

- 韩国电影数据库（KMDb）上《檢察官外傳》的資料
- 互联网电影数据库（IMDb）上《檢察官外傳》的资料（英文）
- 豆瓣电影上《檢察官外傳》的資料 （简体中文）
- 《檢察官外傳》在HanCinema的页面（英文）
- Box Office Mojo上《檢察官外傳》的资料（英文）
- 爛番茄上《檢察官外傳》的資料（英文）